# Eois occia
Eois occia là một loài bướm đêm trong họ Geometridae.